# Elius
Elius là một chi bọ cánh cứng trong họ 
Elateridae.
Chi này được miêu tả khoa học năm 1859 bởi Candèze.

## Các loài
Các loài trong chi này gồm:
- Elius alveolarius Candèze, 1878
- Elius angusticollis Fleutiaux, 1928
- Elius annamensis Fleutiaux, 1928
- Elius birmanicus Candèze, 1893
- Elius candezei Fleutiaux, 1928
- Elius correctus Fleutiaux, 1928
- Elius dilatatus Candèze, 1878
- Elius elegans Candèze
- Elius prionocerus Candèze, 1859
- Elius robustus Fleutiaux, 1928
- Elius serraticornis Kirsch
- Elius stuppeus Candèze, 1893
- Elius umbilicatus Candèze, 1865